# Бамбара, Нарсис
Нарси́с Кисвенсия Бамбара́ (фр. Narcisse Kiswensia Bambara; 23 июня 1989, Уагадугу, Буркина-Фасо) — буркинийский футболист, защитник сборной Буркина-Фасо, в данный момент свободный агент.

## Карьера

### Клубная
Бамбара начал профессиональную карьеру в клубе «Этуаль Филант». В составе клуба из Уагадугу Нарсис провёл всего один сезон, после чего перешёл в румынский клуб «Конкордия» из Кьяжны.
Дебютный матч буркинийца в Лиге I пришёлся на встречу 8 тура против «Газ Метана». Бамбара довольно быстро стал игроком стартового состава «Конкордии». 8 октября 2012 года в игре с «Оцелулом» защитник был удалён с поля на 53 минуте игры. 17 мая 2013 Нарсис отметился первым забитым голом, открыв счёт в матче с ЧФР.
В начале сезона 2013/14 буркиниец перестал попадать в основной состав, однако к концу первого круга ему удалось вернуть доверие тренеров. На матч 17 тура против «Поли» из Тимишоары Бамбара вывел свою команду с капитанской повязкой.
20 августа 2014 года Нарсис перешёл в другой румынский клуб, «Университатя» из Клужа. Первый матч за новую команду в чемпионате Румынии Бамбара провёл 1 ноября 2014 против «Газ Метана».

### В сборной
В сборной Буркина-Фасо защитник дебютировал в 2012 году в товарищеской встрече со сборной Бенина.
В декабре 2014 года Нарсис вошёл в окончательный состав сборной Буркина-Фасо на Кубок африканских наций 2015. На африканском первенстве Бамбара принял участие только в первой игре сборной, которая не смогла преодолеть групповой этап турнира.
| Матчи Нарсиса Бамбара за сборную Буркина-Фасо |                  |                                             |          |      |      |                                                    |
| №                                             | Дата             | Место проведения                            | Соперник | Счёт | Голы | Соревнование                                       |
| --------------------------------------------- | ---------------- | ------------------------------------------- | -------- | ---- | ---- | -------------------------------------------------- |
| 1                                             | 26 мая 2012      | Стад ду 4 Аут, Уагадугу, Буркина-Фасо       | Бенин    | 2:2  | —    | Товарищеский матч                                  |
| 2                                             | 23 марта 2013    | Стад ду 4 Аут, Уагадугу, Буркина-Фасо       | Нигер    | 4:0  | —    | Чемпионат мира по футболу 2014 (отборочный турнир) |
| 3                                             | 14 августа 2013  | Гранд Стад Ибн Баттута, Танжер, Марокко     | Марокко  | 2:1  | —    | Товарищеский матч                                  |
| 4                                             | 5 марта 2014     | Стад Франсис Туркан, Мартиг, Франция        | Коморы   | 1:1  | —    | Товарищеский матч                                  |
| 5                                             | 21 мая 2014      | Стад ду 4 Аут, Уагадугу, Буркина-Фасо       | Сенегал  | 1:1  | —    | Товарищеский матч                                  |
| 6                                             | 10 сентября 2014 | Стадион 11 ноября, Луанда, Ангола           | Ангола   | 3:0  | —    | Кубок африканских наций 2015 (отборочный турнир)   |
| 7                                             | 11 октября 2014  | Стад д’Ангондже, Либревиль, Габон           | Габон    | 2:0  | —    | Кубок африканских наций 2015 (отборочный турнир)   |
| 8                                             | 15 октября 2014  | Стад ду 4 Аут, Уагадугу, Буркина-Фасо       | Габон    | 1:1  | —    | Кубок африканских наций 2015 (отборочный турнир)   |
| 9                                             | 15 ноября 2014   | Сетсото Стэдиум, Масеру, Лесото             | Лесото   | 1:0  | —    | Кубок африканских наций 2015 (отборочный турнир)   |
| 10                                            | 19 ноября 2014   | Стад ду 4 Аут, Уагадугу, Буркина-Фасо       | Ангола   | 1:1  | —    | Кубок африканских наций 2015 (отборочный турнир)   |
| 11                                            | 13 января 2015   | Мбомбела, Нелспрейт, ЮАР                    | Ботсвана | 2:0  | —    | Товарищеский матч                                  |
| 12                                            | 21 января 2015   | Стадион в Бата, Бата, Экваториальная Гвинея | Габон    | 0:2  | —    | Кубок африканских наций 2015                       |

Итого: 12 матчей / 0 голов; 5 победы, 5 ничьих, 2 поражения.